# 890 a.C.

## Eventos
- Início do reinado de Euriponte, rei de Esparta, reinou até 860 a.C., ano da sua morte; deu o nome à Dinastia Euripôntida.
- Ascensão do faraó Sisaque II (r. 890 a.C.)[1][2]

## Mortes
- Soos, rei da Dinastia Euripôntida de Esparta.
- Sisaque II (r. 890 a.C.), terceiro faraó da XXII dinastia[1][2]